# Andrew Considine
Andrew Considine est un footballeur international écossais né le 1er avril 1987 à Aberdeen.

## Biographie
Il inscrit ses deux premiers buts pour Aberdeen le 27 janvier 2007 lors d'un match face à St. Mirren.
Considine possède quatre sélections en équipe d'Écosse espoirs. Sa première sélection avec les espoirs a eu lieu en 2007.

## Carrière
- 2004-2022 : Aberdeen FC  Écosse[1],[2]
- 2022-2024 : St Johnstone FC

## Palmarès
- Vice-champion du Championnat d'Écosse en 2016 avec Aberdeen
- Finaliste de la Coupe de la Ligue écossaise en 2016 et 2018 avec Aberdeen
- Finaliste de Coupe d'Écosse en 2017 avec Aberdeen